# Castillo de Rocamora
El Castell de Rocamora es uno de los castillos de defensa que se crearon en la zona del río Gaiá, provincia de Tarragona, durante la Reconquista. Los indicios documentados del castillo se remontan hasta el año 1010 cuando se llamaba Castell de Puigtinyós y bajo su jurisdicción se encontraba el pueblo llamado Puigtinyós, actual pueblo de Montferri. El castillo se fue deteriorando con el paso de los siglos y acabó en un estado semi-ruinoso del cual fue rescatado por la familia de sus actuales moradores.